# Gerry McNamara
Gerry McNamara (Sturgeon Falls, Canadá, 22 de septiembre de 1934-11 de abril de 2025) fue un jugador y dirigente deportivo de hockey sobre hielo canadiense que jugó en la posición de guardameta.

## Carrera

### Jugador
| 1951-52   | Toronto St. Michael's Majors | OHA       | 5   | 2  | 3   | 0 | 280    | 20  | 0 | 4.29 | —    | —  | — | — | —   | —  | — | —    | —    |
| 1952-53   | Toronto St. Michael's Majors | OHA       | 10  | —  | —   | — | 600    | 30  | 0 | 3.00 | —    | 1  | — | — | 60  | 4  | 0 | 4.00 | —    |
| 1953-54   | Toronto St. Michael's Majors | OHA       | 57  | —  | —   | — | 3420   | 205 | 2 | 3.59 | —    | 8  | — | — | 480 | 41 | 0 | 5.12 | —    |
| 1954-55   | Toronto St. Michael's Majors | OHA       | 46  | 25 | 18  | 3 | 2750   | 149 | 2 | 3.24 | —    | 2  | — | — | 120 | 8  | 0 | 4.00 | —    |
| 1955-56   | Pittsburgh Hornets           | AHL       | 5   | 1  | 4   | 0 | 300    | 19  | 0 | 3.80 | —    | —  | — | — | —   | —  | — | —    | —    |
| 1956-57   | Winnipeg Warriors            | WHL       | 16  | 4  | 11  | 1 | 965    | 60  | 0 | 3.73 | —    | —  | — | — | —   | —  | — | —    | —    |
| 1956-57   | Hershey Bears                | AHL       | 22  | 10 | 12  | 0 | 1320   | 92  | 0 | 4.18 | —    | 7  | 3 | 4 | 430 | 16 | 2 | 2.23 | —    |
| 1957-58   | Buffalo Bisons               | AHL       | 37  | 14 | 21  | 2 | 2245   | 149 | 0 | 3.98 | —    | —  | — | — | —   | —  | — | —    | —    |
| 1958-59   | Cleveland Barons             | AHL       | 49  | 29 | 18  | 2 | 2940   | 155 | 3 | 3.16 | —    | 7  | 3 | 4 | 420 | 18 | 1 | 2.57 | —    |
| 1959-60   | Sudbury Wolves               | EPHL      | 59  | 31 | 21  | 7 | 3520   | 236 | 2 | 4.02 | —    | 14 | 7 | 7 | 850 | 41 | 1 | 2.89 | —    |
| 1959-60   | Rochester Americans          | AHL       | 2   | 0  | 2   | 0 | 120    | 13  | 0 | 6.50 | —    | —  | — | — | —   | —  | — | —    | —    |
| 1960-61   | Toronto Maple Leafs          | NHL       | 5   | 2  | 2   | 1 | 298    | 12  | 0 | 2.42 | .918 | —  | — | — | —   | —  | — | —    | —    |
| 1960-61   | Rochester Americans          | AHL       | 1   | 0  | 1   | 0 | 60     | 5   | 0 | 5.00 | —    | —  | — | — | —   | —  | — | —    | —    |
| 1960-61   | Sudbury Wolves               | EPHL      | 52  | 18 | 27  | 7 | 3120   | 210 | 3 | 4.04 | —    | —  | — | — | —   | —  | — | —    | —    |
| 1961-62   | Pittsburgh Hornets           | AHL       | 35  | 5  | 30  | 0 | 2100   | 148 | 0 | 4.23 | —    | —  | — | — | —   | —  | — | —    | —    |
| 1961-62   | Portland Buckaroos           | WHL       | 6   | 1  | 3   | 0 | 380    | 25  | 0 | 3.95 | —    | —  | — | — | —   | —  | — | —    | —    |
| 1962-63   | Rochester Americans          | AHL       | 32  | 10 | 18  | 3 | 1920   | 123 | 1 | 3.84 | —    | —  | — | — | —   | —  | — | —    | —    |
| 1963-64   | Charlotte Checkers           | EHL       | 29  | —  | —   | — | 1740   | 109 | 1 | 3.76 | —    | —  | — | — | —   | —  | — | —    | —    |
| 1966-67   | Toronto Varsity Grads        | OHA Sr    | 31  | —  | —   | — | 1830   | 112 | 2 | 3.67 | —    | —  | — | — | —   | —  | — | —    | —    |
| 1967-68   | Toronto Marlboros            | OHA Sr    | 37  | —  | —   | — | 2210   | 111 | 0 | 3.01 | —    | —  | — | — | —   | —  | — | —    | —    |
| 1968-69   | Orillia Terriers             | OHA Sr    | 29  | —  | —   | — | 1697   | 105 | 1 | 3.71 | —    | —  | — | — | —   | —  | — | —    | —    |
| 1969-70   | Toronto Maple Leafs          | NHL       | 2   | 0  | 0   | 0 | 24     | 2   | 0 | 5.15 | .833 | —  | — | — | —   | —  | — | —    | —    |
| 1969-70   | Orillia Terriers             | OHA Sr    | 25  | —  | —   | — | 1500   | 61  | 3 | 2.44 | —    | —  | — | — | —   | —  | — | —    | —    |
| 1970-71   | Orillia Terriers             | OHA Sr    | —   | —  | —   | — | —      | —   | — | —    | —    | —  | — | — | —   | —  | — | —    | —    |
| 1971-72   | Orillia Terriers             | OHA Sr    | 31  | —  | —   | — | 1817   | 112 | 3 | 3.70 | —    | —  | — | — | —   | —  | — | —    | —    |
| 1972-73   | Barrie Flyers                | Al-Cup    | —   | —  | —   | — | —      | —   | — | —    | —    | 1  | 1 | 0 | 0   | 60 | 3 | 0    | 3.00 |
| Total AHL | Total AHL                    | Total AHL | 183 | 69 | 106 | 7 | 10,985 | 704 | 3 | 3.85 | —    | 14 | 6 | 8 | 850 | 34 | 3 | 2.40 | —    |
| Total NHL | Total NHL                    | Total NHL | 7   | 2  | 2   | 1 | 322    | 14  | 0 | 2.61 | .912 | —  | — | — | —   | —  | — | —    | —    |

### Dirigente deportivo
Fue gerente general de los Toronto Maple Leafs de 1981 a 1988.

## Logros
- Primer equipo All-Star de la OHA Sr (1970)
- Segundo equipo All-Star de la OHA Sr (1972)